# Disk Masher System
Disk Masher System (файлы с расширением .dms) — системное ПО для ПК Amiga, часто используемое для создание компрессированных образов дисков (обычно, образов дискет). Диск считывается поблочно, поэтому его структура на логическом уровне (включая данные используемые некоторыми видами защит проприетарного ПО) сохраняется в файле.
Благодаря этому свойству, файловый формат DMS получил широкое признание и распространение на демосцене и среди распространителей контрафактного ПО. Позволяет легко передавать образы для ПК Amiga в телекоммуникационных сетях, например, через e-mail, FTN-сети, такие как Фидонет или прямым соединением модем-модем. При этом получаемый образ уже хорошо сжат и занимает меньше места на диске, чем обычный образ в формате ADF, поэтому его не требуется (бессмысленно) дополнительно архивировать.
В то же время формат DMS сам является проприетарным и имеет проблемы с сохранением некоторых последовательностей битов из-за ошибок в реализации алгоритма сжатия. Для решения этой проблемы были разработаны новые дисковые компрессоры, такие как xDM и открытая подсистема XAD, сегодня являющаяся стандартной для AmigaOS, AROS и MorphOS.